# DJ-Kicks: Kruder & Dorfmeister
A DJ-Kicks: Kruder & Dorfmeister egy DJ mix album, az osztrák Kruder & Dorfmeister párostól. 1996-ban adta ki a Studio !K7 független kiadó a DJ-Kicks sorozat részeként.

## Számok
1. A Mother – The Herbaliser – 5:16
2. Livin' Free – Small World – 5:09
3. Spellbound – Tango – 4:00
4. Give My Soul – Lab Rats – 3:10
5. Revolutionary Pilot – Statik Sound System – 2:15
6. In Too Deep – JMJ & Flytronix – 5:41
7. Kauna – Aquasky – 4:04
8. Never Say? – James Bong – 4:30
9. Dubdope – Hardfloor – 5:25
10. Shaolin Satellite – Thievery Corporation – 4:22
11. High Noon – Kruder & Dorfmeister – 6:01
12. Keep On Believing – Beanfield – 5:39
13. Que Dolor – Sapien – 4:47
14. Bass and Several Cars – Shantel – 2:45
15. Look Up Dere – Karma – 1:22
16. Radio Burning Chrome – Showroom Recordings – 2:01
17. Black Baby (DJ-Kicks) – Kruder & Dorfmeister – 6:19